# NK Podgora Bolfan
NK Podgora Bolfan je nogometni klub iz Bolfana.
Trenutačno se natječe u 1. liga NS Ludbreg.